# Almere Pioneers
Almere Pioneers is een basketbalvereniging uit Almere en was onderdeel van omnisportvereniging Omniworld. De vereniging heeft een breedtesport- en een topsportafdeling. Almere Pioneers speelt haar wedstrijden sinds seizoen 2007/2008 in het Topsportcentrum Almere, waar naast Almere Pioneers ook VC Omniworld (volleybal) speelt. Voorheen speelden de Pioneers in Sporthal Waterwijk.

## Historie
De club werd in 1998 opgericht als BC Omniworld een team dat in de Eredivisie uitkwam als professioneel basketbalclub. De beste prestatie van de club kwam in het seizoen 2002-2003, het team bereikte de finale waarin het het wel moest afleggen tegen EiffelTowers uit Nijmegen. De Nijmegenaren wonnen met 4-1 in de best-of-seven serie. In het seizoen 2007/08 moest het eerste herenteam zich terugtrekken uit de Eredivisie vanwege het faillissement van de topsportstichting. Hierna werd besloten om voor een nieuwe naam te kiezen, Almere Pioneers en de nadruk te leggen op de breedtesport. In de zomer van 2013 was er even sprake van een terugkeer op het hoogste niveau van de Pioneers met behulp van een nieuwe sponsor, maar uiteindelijk mislukte dit plan.

### Namen
- 1998 - 2009: BC Omniworld Almere
- 2009 - heden: Almere Pioneers

## Erelijst
- Eredivisie: Verliezend finalist in 2003

## Resultaten

### Eindklasseringen
- 1999 10e
Eredivisie
- 2000 9e
Eredivisie
- 2001 4e
Eredivisie
- 2002 4e
Eredivisie
- 2003 2e
Eredivisie
- 2004 6e
Eredivisie
- 2005 11e
Eredivisie
- 2006 7e
Eredivisie
- 2007 11e
Eredivisie
- 2008
- 2009
- 2010 8e
Eerste divisie
- 2011 7e
Eerste divisie
- 2012 3e
Eerste divisie
- 2013 13e
Promotiedivisie
- 2014 12e
Promotiedivisie
- 2015 10e
Eerste divisie
- 2016 3e
Eerste divisie
- 2017 3e
Eerste divisie
- 2018 3e
Eerste divisie
- 2019 7e
Promotiedivisie
- 2020 7e
Promotiedivisie
- 2021 9e
Promotiedivisie
- 2022 10e
Promotiedivisie

- Eredivisie
- Promotiedivisie
- Eerste divisie

### Seizoensoverzichten
| Seizoen | Niveau | Competitie | Pos. | Playoffs    | NBB beker |
| ------- | ------ | ---------- | ---- | ----------- | --------- |
| 1998–99 | 1      | Eredivisie | 10   | –           | –         |
| 1999–00 | 1      | Eredivisie | 9    | –           | –         |
| 2000–01 | 1      | Eredivisie | 4    | Kwartfinale | –         |
| 2001–02 | 1      | Eredivisie | 4    | Kwartfinale | –         |
| 2002–03 | 1      | Eredivisie | 3    | Finale      | –         |
| 2003–04 | 1      | Eredivisie | 6    | Kwartfinale | –         |
| 2004–05 | 1      | Eredivisie | 11   | –           | –         |
| 2005–06 | 1      | Eredivisie | 7    | Kwartfinale | –         |
| 2006–07 | 1      | Eredivisie | 11   | –           | –         |